# Rosay Nord
Der Rosay Nord ist ein Fluss in Frankreich, der im Département Sarthe in der Region Pays de la Loire verläuft. Er entspringt im Regionalen Naturpark Normandie-Maine, beim Ort Saint-Rigomer-des-Bois, im Gemeindegebiet von Villeneuve-en-Perseigne, entwässert generell Richtung Südwest und mündet nach rund 21 Kilometern im Gemeindegebiet von Piacé als rechter Nebenfluss in die Bienne, knapp vor deren Einmündung in die  Sarthe.

## Orte am Fluss
(Reihenfolge in Fließrichtung)
- Saint-Rigomer-des-Bois
- Bourg-le-Roi
- Saint-Germain-sur-Sarthe